# Newburgh (Maine)
Newburgh és una població dels Estats Units a l'estat de Maine (EUA). Segons el cens del 2000 tenia 1.394 habitants.

## Demografia
Segons el cens del 2000, Newburgh tenia 1.394 habitants, 557 habitatges, i 398 famílies. La densitat de població era de 17,4 habitants/km².
Dels 557 habitatges en un 29,3% hi vivien nens de menys de 18 anys, en un 60,5% hi vivien parelles casades, en un 7,5% dones solteres, i en un 28,5% no eren unitats familiars. En el 20,6% dels habitatges hi vivien persones soles el 8,6% de les quals corresponia a persones de 65 anys o més que vivien soles. El nombre mitjà de persones vivint en cada habitatge era de 2,5 i el nombre mitjà de persones que vivien en cada família era de 2,88.
Per edats la població es repartia de la següent manera: un 22,5% tenia menys de 18 anys, un 7,5% entre 18 i 24, un 31,9% entre 25 i 44, un 27,3% de 45 a 60 i un 11% 65 anys o més.
L'edat mediana era de 39 anys. Per cada 100 dones de 18 o més anys hi havia 93,7 homes.
La renda mediana per habitatge era de 39.850 $ i la renda mediana per família de 44.167 $. Els homes tenien una renda mediana de 31.964 $ mentre que les dones 23.672 $. La renda per capita de la població era de 19.000 $. Entorn de l'1,8% de les famílies i el 5,9% de la població estaven per davall del llindar de pobresa.